# Орлик
Орлик (на чешки: Orlik; на немски: Burg Worlik) е замък над река Вълтава в окръг Писек на Южночешкия край. Разположен е на нос в реката, вдаващ се дълбоко във водите на Орлицкото водохранилище на река Вълтава.

## История
Строителството на замъка е започнато през 13 век, в края на периода на управление на чешкия крал Пршемисъл Отакар II като неголяма кралска крепост за охрана на брода през река Вълтава. По това време преминаването през реката през брода е било платено и се е облагало с кралско мито, и замъкът Орлик е олицетворение на могъществото на кралската власт. Първоначално, замъкът е бил неголямо едноетажно здание. При археологическите разкопки през 2000 г. във вътрешния двор на замъка са открити фрагменти от селище, което е датирано от втората половина на 13 век. В началото на 14 век е издигната крепостна стена, по-късно достроена от страната на северозападното крило на замъка. През този период постройките на замъка се състояли от югозападната жилищна част и главната крепостна кула с диаметър около 10 метра, разположена в центъра на западната стена. Кулата служила за контрол на подхода към замъка. През същия период край южната стена на замъка е издигната капела, както и ловна зала.
До 16 век замъкът постоянно се достроява. В началото на 16 век (през 1508 г.) Орлик преживява голям пожар. Възстановяването на замъка е осъществено в стил ренесанс. Няколко години след това, с разрешение на краля, замъкът преминава в наследствено владение на благородническия род Швамберк. По това време започва активна реконструкция и дострояване на замъка, изменен е и неговият интериор. През 1575 г. е издигнат още един етаж на замъка. След 1620 г., когато имуществото на рода Швамберк е конфискувано, замъкът Орлик преминава във владение на рода Егенберг. През 1719 г. Орлик е предаден в наследство на княз Адам Франц цу Шварценберг.
След създаването на Чехословакия имуществото на Шварценбергите, включително замъка Орлик, е конфискувано, а след Нежната революция е върнато на рода Шварценберг, на които замъкът принадлежи и до днес.
След строителството на Орлицката ВЕЦ на Вълтава, замъкът губи част от своята величественост. Първоначално, ограденият с назъбена стена замък стои на ръба на скала над водата. Сега, след издигането на водите на реката с няколко десетки метра и наводнението на околните низини, водата е много близо до подножието на замъка.
Замъкът е открит за туристи. В него са представени колекции на оръжие и награди на рода Шварценберги, свещници и посуда от периода 15 – 18 век, старинни книги. Един от най-ценните обекти на старинната библиотека е комплект от 4 книги, който съществува само в още три екземпляра в света и се нарича „Le Musée Francais“ (Музеите на Франция).
Интериорът на замъка е оформен в стиловете ампир, романтизъм и неоготика.